# Louis Delaunoij
Louis Albert Armand Etienne Delaunoij (Amsterdam, 3 de març de 1879 - Bussum, 29 d'octubre de 1947) va ser un tirador d'esgrima neerlandès que va competir en els anys posteriors a la Primera Guerra Mundial.
El 1920 va prendre part en els Jocs Olímpics d'Anvers, on disputà dues proves del programa d'esgrima. Guanyà la medalla de bronze en la competició de sabre per equips, mentre en la d'espasa individual quedà eliminat en sèries.